# Греъм Хенкок
Греъм Хенкок (на английски: Graham Hancock) е шотландски писател на бестселъри в жанра пътепис, докуменален роман и фентъзи.

## Биография и творчество
Греъм Хенкок е роден на 2 август 1950 г. в Единбург, Шотландия. Прекарва детството и юношеството си в Индия, където баща му работи като хирург. След завръщането си в Шотландия завършва през 1973 г. с отличие социология в Университета на Дърам.
След завършването си се посвещава на журналистиката и работи за много британски вестници като „Таймс“, „Сънди Таймс“, „Индипендънт“ и „Гардиан“. В периода 1976 – 1979 г. е съредактор на списание „Ню интернационалист“, а в периода 1981-1983 г. е кореспондент за „Економист“ и „Обзървър“ за Източна Африка.
От края на 70-те години започва да пише пътеписи за Африка, като представя по-различен поглед от традиционния, и разглежда предимно с проблемите на икономическото и социалното развитие на континента. След 1983 г. се посвещава на писателската си кариера.
В края на 80-те се насочва към темите за неразкритите загадки на човешкото общество и на неговата древна и загадъчна история. Творбите му са фокусирани основно върху възможните връзки между привидно несвързани явления. Книгите „Lords of Poverty“ (Господарите на бедността) и „Знакът и печатът: Търсене на изчезналия кивот на завета“ дават начало на неговата международна известност.
Години наред Греъм Хенкок си сътрудничи с белгийския писател Робърт Бовал и испанския писател Хавиер Сиера в опит да се докаже съществуването на т.нар. „Златен век на човечеството“. Според хипотезата цивилизацията на Златния век е изчезнала преди около 10 500 години и е предшественик на всички модерни цивилизации.
Официалната наука не приема тезите развивани в произведенията му, като се счита, че не съществуват доказателства за тях, а работата му се определя като „псевдоархеология“. Въпреки това няма достатъчно категоричен отговор за поставените в книгите му въпроси.
През 2010 г. започва да пише художествена литература, в голяма степен по темите, които е развивал подробно в документалните книги.
Произведенията на писателя често са в списъците на бестселърите. Те са преведени на 27 езика и са издадени в над 5 милиона екземпляра по света. Според „Сънди Таймс“ той е титулуван като „Индиана Джоунс на алтернативната археология“.
Хенкок дава много презентации и лекции на различни места по света, като Университета на Делауеър, Санта Моника, Калифорния, и Университета в Кейптаун, Южна Африка. Участва в много документални телевизионни филми, в които представя своите тези и изследвания за изчезналата цивилизация.
Греъм Хенкок живее със семейството си в Девън.

## Произведения

### Самостоятелни романи
- Entangled (2010)

### Серия „Бог на войната“ (War God)
1. Nights Of The Witch (2013)
2. Return of the Plumed Serpent (2014)
3. Apocalypse (2016)

### Документалистика
- Africa Guide (1979)
- Gulf Guide and Diary (1980)
- Djibouti: Crossroads of the Worl (1982) – със Стивън Лойд
- Journey Through Pakistan (1982) – с Мохамед Амин и Дънкан Уилетс
- Under Ethiopian Skies (1983) – с Ричард Панкхърст и Дънкан Уилетс
- Ethiopia: The Challenge of Hunger (1985)
- AIDS: The Deadly Epidemic (1986)
- The Beauty Of Pakistan (1988) – с Мохамед Амин
- Lords of Poverty (1989)
- African Ark (1990)
- Знакът и печатът: Търсене на изчезналия кивот на завета, The Sign and the Seal: The Quest for the Lost Ark of the Covenant (1992)
- Следите на боговете: В търсене на началото и края, Fingerprints of the Gods: A Quest for the Beginning and the End (1995)
- The Beauty of Historic Ethiopia (1995)
- Пазителят на сътворението: Тайните на египетския сфинкс, Keeper of Genesis: A Quest for the Hidden Legacy of Mankind (1996) – с Робърт Бовал, издадена и като „The Message of the Sphinx“
- Mars Mystery: The Secret Connection Between Earth and the Red Planet (1997)
- Heaven's Mirror: Quest for the Lost Civilization (1998) – със Санта Файя, фотограф
- Следите на боговете, Fingerprints of the Gods: The Quest Continues (2001)
- Потънал свят: Залетите царства от ледниковия период, Underworld: Flooded Kingdoms of the Ice Age (2002)
- Талисман: Свещени градове, свещена тайна, Talisman: Sacred Cities, Secret Faith (2004) – с Робърт Бовал
- Свръхестественото (2014), Supernatural: Meetings with the Ancient Teachers of Mankind (2005)
- The Master Game: Unmasking The Secret Rulers Of The World (2011) – с Робърт Бовал
- The Divine Spark (2015)
- Magicians of the Gods (2015)